# Black Sabbath's Paranoid
Black Sabbath's Paranoid è un video documentario relativo alla storia dei Black Sabbath. Esso offre una spiegazione critica dei lavori discografici della band attraverso interviste con critici ed esperti di musica, oltre che con alcuni membri della band, quali Ozzy Osbourne, Geezer Butler, Tony Iommi, Neil Murray e Bobby Rondinelli. Sono inoltre presenti filmati relativi a concerti e rari archivi di materiali.